# Lijst van rijksmonumenten in Ermelo (plaats)
De plaats Ermelo telt 30 inschrijvingen in het rijksmonumentenregister. Hieronder een overzicht.
| Object                                                                      | Oorspronkelijke functie?  | Bouwjaar                            | Architect | Locatie               | Coördinaten?                  | Nr.?   | Afbeelding        |
| --------------------------------------------------------------------------- | ------------------------- | ----------------------------------- | --------- | --------------------- | ----------------------------- | ------ | ----------------- |
| Poortgebouw van de voormalige Johannitercommanderij St. Jansdal             | Fort, vesting en -onderdl | vroeg 16e eeuw                      |           | Fokko Kortlanglaan 25 | 52° 18' 55" NB, 5° 35' 47" OL | 15364  | Meer afbeeldingen |
| Oude Kerk                                                                   | Kerk en kerkonderdeel     | 1200 (toren)                        |           | Putterweg 16          | 52° 17' 57" NB, 5° 37' 52" OL | 15365  | Meer afbeeldingen |
| De Koe                                                                      | Industrie- en poldermolen | 1863                                |           | Stationsstraat 14     | 52° 18' 4" NB, 5° 37' 44" OL  | 15366  | Meer afbeeldingen |
| Koningsschuur                                                               | Opslag                    | Waarschijnlijk omstreeks 1800       |           | Uddelermeer 11C       | 52° 17' 2" NB, 5° 41' 25" OL  | 15367  | Upload foto       |
| Terrein waarin 18 grafheuvels                                               | Archeologisch monument    | Neolithicum en/of Bronstijd         |           |                       | 52° 17' 8" NB, 5° 36' 28" OL  | 45476  | Meer afbeeldingen |
| Grafheuvel                                                                  | Archeologisch monument    | Neolithicum en/of Bronstijd         |           |                       | 52° 16' 48" NB, 5° 36' 27" OL | 45477  | Upload foto       |
| Grafheuvel                                                                  | Archeologisch monument    | Neolithicum en/of Bronstijd         |           |                       | 52° 16' 48" NB, 5° 36' 27" OL | 45478  | Upload foto       |
| Terrein waarin sporen van prehistorische bewoning en begraving              | Archeologisch monument    | Neolithicum, Bronstijd en IJzertijd |           |                       | 52° 16' 60" NB, 5° 35' 50" OL | 45480  | Upload foto       |
| Terrein waarin zeven grafheuvels                                            | Archeologisch monument    | Neolithicum en/of Bronstijd         |           |                       | 52° 17' 4" NB, 5° 38' 34" OL  | 45481  | Upload foto       |
| Terrein waarin drie grafheuvels                                             | Archeologisch monument    | Neolithicum en/of Bronstijd         |           |                       | 52° 16' 33" NB, 5° 39' 20" OL | 45482  | Upload foto       |
| Terrein waarin twee grafheuvels                                             | Archeologisch monument    | Neolithicum en/of Bronstijd         |           |                       | 52° 16' 19" NB, 5° 39' 40" OL | 45484  | Upload foto       |
| Terrein waarin 13 grafheuvels                                               | Archeologisch monument    | Neolithicum en/of Bronstijd         |           |                       | 52° 17' 31" NB, 5° 39' 58" OL | 45487  | Upload foto       |
| Terrein waarin 28 grafheuvels en resten van een tijdelijk Romeins legerkamp | Archeologisch monument    | Neolithicum en/of Bronstijd         |           |                       | 52° 16' 56" NB, 5° 41' 9" OL  | 45488  | Upload foto       |
| Terrein waarin twee grafheuvels                                             | Archeologisch monument    | Neolithicum en/of Bronstijd         |           |                       | 52° 14' 53" NB, 5° 45' 34" OL | 45496  | Upload foto       |
| Grafheuvel                                                                  | Archeologisch monument    | Neolithicum en/of Bronstijd         |           |                       | 52° 18' 2" NB, 5° 40' 23" OL  | 45503  | Upload foto       |
| School 's Heerenloo Lozenoord                                               | Onderwijs en wetenschap   | 1933-1934                           |           | Fokko Kortlanglaan 25 | 52° 18' 57" NB, 5° 36' 0" OL  | 523860 | Meer afbeeldingen |
| School 's Heerenloo Lozenoord                                               | Sport en recreatie        | 1933-1934                           |           | Fokko Kortlanglaan 25 | 52° 18' 57" NB, 5° 36' 0" OL  | 523861 | Meer afbeeldingen |
| Oud Groevenbeek: hoofdgebouw                                                | Kasteel, buitenplaats     | 1907-1908                           |           | Putterweg 230         | 52° 16' 38" NB, 5° 36' 45" OL | 523871 | Meer afbeeldingen |
| Oud Groevenbeek: historische tuin- en parkaanleg                            | Tuin, park en plantsoen   | ca. 1897                            | H. Copijn | Putterweg bij 230     | 52° 16' 38" NB, 5° 36' 45" OL | 523872 | Meer afbeeldingen |
| Oud Groevenbeek: koetshuis                                                  | Bijgebouwen kastelen enz. | 1907-1908                           |           | Putterweg 234         | 52° 16' 38" NB, 5° 36' 45" OL | 523873 | Meer afbeeldingen |
| Oud Groevenbeek: tuinmanswoning                                             | Bijgebouwen kastelen enz. | 1907-1908                           |           | Putterweg 228         | 52° 16' 38" NB, 5° 36' 45" OL | 523874 | Meer afbeeldingen |
| Oud Groevenbeek: boerderij met bakhuis                                      | Boerderij                 | 1870                                |           | Putterweg 232         | 52° 16' 38" NB, 5° 36' 45" OL | 523875 | Meer afbeeldingen |
| Oud Groevenbeek: wasgebouw                                                  | Nijverheid                | 1907-1908                           |           | Putterweg bij 232     | 52° 16' 38" NB, 5° 36' 45" OL | 523876 | Meer afbeeldingen |
| Oud Groevenbeek: druivenkas                                                 | Boerderij                 | 1910                                |           | Putterweg bij 230     | 52° 16' 38" NB, 5° 36' 43" OL | 523877 | Meer afbeeldingen |
| Oud Groevenbeek: watertoren                                                 | Nutsbedrijf               | 1912                                |           | Putterweg bij 230     | 52° 16' 38" NB, 5° 36' 45" OL | 523878 | Meer afbeeldingen |
| De Hooge Riet: hoofdgebouw                                                  | Gezondheidszorg           | 1939                                |           | Veldwijk 40           | 52° 18' 10" NB, 5° 37' 5" OL  | 523880 | Meer afbeeldingen |
| De Hooge Riet: tuinaanleg met vijver, brug en hekwerk                       | Tuin, park en plantsoen   | 1939                                |           | Veldwijk bij 40       | 52° 18' 10" NB, 5° 37' 5" OL  | 523881 | Upload foto       |
| De Hooge Riet: mortuarium                                                   | Crematorium               | 1939                                |           | Veldwijk 58           | 52° 18' 10" NB, 5° 37' 5" OL  | 523882 | Meer afbeeldingen |
| De Hooge Riet: ketelhuis                                                    | Industrie                 | 1939                                |           | Veldwijk 60           | 52° 18' 10" NB, 5° 37' 5" OL  | 523883 | Upload foto       |
| Lucaskerk                                                                   | Kerk en kerkonderdeel     | 1889                                |           | Veldwijk 43           | 52° 18' 11" NB, 5° 36' 40" OL | 523888 | Meer afbeeldingen |